# Lenvik
Lenvik é uma comuna da Noruega, com 895 km² de área e 11 107 habitantes (censo de 2004).         
O município é situado principalmente no continente e parcialmente na ilha de Senja. O centro municipal é localizado em Finnsnes, onde a Ponte Gisund liga Senja ao continente. Outras importantes cidades da comuna são Gibostad, Botnhamn, Silsand e Finnfjordbotn.

## Brasão
O brasão, criado em 1986 mostra três remos.

## História
A primeira igreja foi construída por volta de 1150 e por um século, esta foi a igreja situada mais ao norte do mundo. O centro religioso situava-se em Bjorelvnes. Centros importantes do passado incluíam-se Klauva e Gibostad. Porém, no século XX Finnsnes tornou-se o centro e, em 2001 passou a ser considerada uma cidade.